# Колошма (посёлок)
Ко́лошма (вепс. Kalažm) — посёлок в Бабаевском районе Вологодской области России.
Входит в состав Пяжозерского сельского поселения, с точки зрения административно-территориального деления — в Пяжозерский сельсовет.
Расположен на берегах реки Колошма. Расстояние по автодороге до районного центра Бабаево — 126 км, до центра муниципального образования посёлка Пяжелка — 25 км. Ближайшие населённые пункты — Гашково, Новая Деревня.
По переписи 2002 года население — 532 человека (265 мужчин, 267 женщин). Преобладающая национальность — русские (94 %).